# Câu lạc bộ bóng đá Hoàng Anh Gia Lai

Câu lạc bộ bóng đá Hoàng Anh Gia Lai logo

Hoàng Anh Gia Lai FC é um time de futebol vietnamita que está situado na cidade de Pleiku e atualmente disputa a V-Liga, a primeira divisão do país.